# ماکسیس کازاکس
ماکسیس کازاکس (لتونیایی: Maksis Kazāks; ۱۰ مهٔ ۱۹۱۲ – ۱۹ ژوئن ۱۹۸۳) بازیکن بسکتبال اهل لتونی بود. وی در بازی‌های المپیک تابستانی ۱۹۳۶ شرکت کرده‌است.